# Австралийский блестящий чирок
Австралийский блестящий чирок, или зелёный блестящий чирок, или австралийский малый гусь (лат. Nettapus pulchellus) — птица из рода блестящих чирков семейства утиных (Anatidae). Обитает в тропических районах Австралии и Новой Гвинеи.

## Описание
Длина тела достигает 30-36 см. Размах крыльев — от 48 до 60 см. Самцы весят в среднем 310 г, самки — 304 г. Австралийский блестящий чирок — небольшая, компактно сложенная утка с поразительно блестящим зелёным оперением спины.
У самцов шея зеленая. Макушка зеленовато-коричневая. Особенно выделяются белые щеки и горло. И горло, и щеки очень разнообразны по размеру. Свинцово-серый клюв с заметным светлым кончиком. Крылья зелёные и белые, брюхо белое с серым оттенком. Ноги и ступни тёмно-зелено-оливкового цвета, а глаза тёмно-коричневые. Самец похож на самку своим простым оперением.
Самка не отличается от самца. Однако у неё нет зелёной шеи и яркой окраски клюва со светлым кончиком. Голова темнее и имеет бледно-коричневатую надглазничную полосу. В целом верхняя половина тела серо-коричневая до уровня глаз.
Птенцы очень маленькие. Верхняя сторона тела коричневатая. Макушка темно-коричневая. Нижняя сторона тела белая. На крестце и крыльях есть белые пятна. Хвост относительно длинный. Птенцов австралийского блестящего чирка можно отличить от птенцов хлопкового блестящего чирка по более заметной тёмной полосе над глазами.
Оперение молодых птиц очень похоже на оперение самок. Однако в целом оно менее контрастно, а чешуя от горла до груди менее выражена.
Австралийского блестящего чирка редко можно увидеть на суше. Он очень неуклюже передвигается по земле. Периоды отдыха проводит на воде, например, неподвижно плавает между водными растениями в самую жаркую часть дня. Лишь изредка его можно увидеть на песчаных отмелях или на ветвях над водой. Полет быстрый и прямой. Обычно летит низко над водой. Часто слышны высокие свистящие звуки.

## Ареал и места обитания
Основная область распространения — тропики северной части Австралии. Также встречается в южных низменностях Новой Гвинеи и на некоторых островах восточной Индонезии. Однако на этих островах статус вида как гнездящейся птицы неясен.
Широко распространён на тропическом севере Австралии. Однако не везде встречается повсеместно. В зависимости от наличия подходящих мест обитания он совершает небольшие миграции в более влажные регионы. Также может мигрировать от полуострова Кейп-Йорк до Новой Гвинеи. К несчастью, интродуцированные азиатские буйволы и крупный рогатый скот оказывают негативное воздействие на водную растительность, от которой зависит питание австралийской карликовой утки. В целом популяция оценивается менее чем в 10 000 особей.
Вид сильно привязан к воде. Обитает только в прибрежных районах и встречается исключительно в тропических водно-болотных угодьях. Иногда его можно встретить в солоноватой или даже солёной воде, а также в эстуариях. В засушливый сезон он обитает в пресных водах с богатой водной растительностью. В сезон дождей он также использует только временные водоёмы, такие как биллабонги, затопленные рисовые поля и затопленные пастбища. Его также можно наблюдать на каналах и в водохранилищах. Избегает мелководья и мест с быстрым движением воды или слишком густой подводной растительностью.
Живут парами или небольшими семейными группами круглый год. В более сухой сезон они иногда собираются в большие стаи. Такие стаи могут насчитывать до 200 особей.

## Питание
Вид питается почти исключительно растениями. Обычно берёт пищу непосредственно с поверхности воды. Однако иногда она также роет норы, чтобы добраться до подводных растений. Ее также наблюдали ныряющей на глубину до 30 см. Может вытаскивать на поверхность растения, сорванные им под водой, резкими движениями головы. К наиболее важным кормовым растениям относятся Nymphaea gigantea и Nymphaea capensis, цветы, бутоны и семенные головки которых он поедает. Активен в сумерках и кормится в основном в утренние и вечерние часы. Кормовые территории очень малы и энергично защищаются самцом. Днём утки отдыхают между листьями плавающих растений. Хорошо маскируются благодаря зелёной окраске спины.

## Размножение
Поскольку пары легко различимы в стаях до 200 особей в засушливый сезон, предполагается, что они заключают долгосрочные, если не постоянные пары. Сезон размножения совпадает с сезоном дождей, в остальное время о них известно относительно мало. Например, до сих пор найдено всего несколько гнезд, но предполагается, что в основном они гнездятся в дуплистых деревьях вблизи воды. Как и у хлопкового блестящего чирка, совместный поиск места для гнездования является частью брачного ритуала. Яйца овальные, кремового цвета. Полная кладка состоит примерно из десяти яиц.

## Содержание в неволе
Австралийский блестящий чирок очень редко встречаются в зоопарках. Хотя некоторые из этих уток были завезены в Европу еще в 1935 году, животные не акклиматизировались. В австралийских зоопарках в Перте, Сиднее и Аделаиде с 1972 года содержалось в общей сложности 10 австралийских блестящих чирков, но и за ними оказалось сложно ухаживать. Экземпляры импортированные в Европу и Северную Америку после 1990 года, — это животные, пойманные в Новой Гвинее. Экспорт диких животных в Австралии запрещён. Хотя условия транспортировки диких птиц значительно улучшились с 1930-х годов, и их можно содержать и кормить в гораздо лучших условиях, большинство из этих импортированных птиц также погибли. В 1997 году насчитывалось 10 пар, которые содержались более двух лет и поэтому могли считаться акклиматизированными. Однако к 1999 году они ещё не размножились.